# Neo (együttes)
A NEO az elmúlt 20 évben számos slágerlistás dalt, videóklipet készített, valamint minden létező hazai díjat (sőt több külföldit is) elnyert. Koncertturnéik során bejárták Európát, és játszottak az összes nagyobb hazai fesztivál nagyszínpadán. A Kontroll (2003) című film zenéje is a NEO nevéhez fűződik.

## Története

### A kezdetek és aKontroll
A Neo együttes 1998-ban került be a köztudatba. A csapat bemutatkozó kislemeze több mint 20 országban jelent meg, Kanadától Dél-Afrikán át Japánig. Az együttes bemutatkozó első albuma, az Eklektogram 1999 nyarán került a boltokba, hamarosan számos díjjal jutalmazta a zenei szakma és a közönség egyaránt. 1999 őszén az albumról kimásolt harmadik kislemezes dal, a Ranbo 13 videóklip formátumban látott napvilágot. A MAHASZ Arany Zsiráf díjjal méltatta, a Z+ által szervezett videóklip fesztiválon pedig a fődíjjal tüntették ki a videót.
1999 második felétől a többségében hazai pályán mozgó formáció fellépett az összes nagyobb nyári és őszi fesztiválon. A világhírű angol zenekar, a Massive Attack aktuális turnéjának magyarországi állomásán a Neo-t választotta ki az előzenekar szerepére.
2000 nyarán került a boltokba a formáció Aiiaiiiyo kislemeze, amely az együttes eddigi legslágeresebb dala lett. A dal kiemelt rotációt kapott a kereskedelmi rádiók műsorában, a dalhoz készült és minden megszokott sémát felborító alternatív klip pedig a zenei csatornák egyik legtöbbet játszott videója lett. 2002 nyarán jelent meg a második albumot beharangozó kislemez, a Diskhead. A klip premierje az angol MTV friss videókat bemutató műsorában volt, de műsorára tűzte az mtv:new és a World Chart Express is. A zenekar 2002 második felében többségében fesztiválokon lépett fel, és a csapatot választotta előzenekarául a Budapesten koncertező Faithless zenekar is.
A formáció második nagylemeze, amely a Lo-Tech Man, Hi-Tech World címet kapta, 2002 végén került a boltokba. A nagylemez osztatlan sikert aratott a kritikusok és a rajongók körében is. A csapat tavasszal telt házas lemezbemutató koncertet tartott a Petőfi Csarnokban, nyár elején pedig Dave Gahan előzenekaraként szerepeltek a Budapest Arénában, de állandó szereplői voltak a nyári fesztiváloknak is. Az albumhoz kapcsolódó fellépéssorozat záró koncertje a Sziget Fesztivál keretei között zajlott, amely fellépés alkalmával az együttes a Morcheeba előzenekaraként egy órás műsorral lépett fel kb. harmincezer érdeklődő előtt.[forrás?]
2003 őszén jelent meg a soron következő kislemezes dal, az albumról kimásolt Everybody Come On. A videó kiemelt rotációban került sugárzásra a VIVA műsorában és rekord ideig, több mint két hónapig tartózkodott a Top 20-ban. 2003 végén került a boltokba a Neo várva várt középlemeze, a Kontroll – A Filmzene EP.
2004 januárjában első helyet ért el a Cannes-i Filmfesztiválon (LE PRIX DE LA JEUNESSE-Ifjúsági díj) a film kategóriájában, majd az év folyamán begyűjtött több más díj mellett, a francia Aubagne-i Filmfesztiválon (amelyen főleg a nagy sikerű film és a zenéje közötti kapcsolatot vizsgálták) a filmzenét fődíjjal jutalmazták. Az EP-ről kimásolt klipes dal, a címadó Kontroll, emelt rotációban került be a VIVA műsorába. A filmet további tizenkét országban mutatták be világszerte és jelentős érdeklődés volt a lemez után is: 2005 elején szinte egész Európában megjelent a Kontroll lemez a Warner kiadó gondozásában.
A nemzetközi sikerre való tekintettel a zenekar számos országban mutatta be az albumot, Angliától Lengyelországig. Még ebben az évben a zenekar ismét a Duran Duran előzenekaraként lépett fel mintegy tízezer érdeklődő előtt.[forrás?] 2004-ben Moldvai Márk kilépett az együttesből, és zenei producerként tevékenykedett tovább.

### 2006–2009
2006 szeptemberében jelent meg a zenekar negyedik stúdióalbuma, a Maps for a Voyage. Az albumot beharangozó kislemezhez (Record Straight) készített videó 2006-ban a legjátszottabb magyar klip lett a VIVA csatornán. Az album talán az eddigi legpopulárisabb Neo alkotás, amit a zenei szakma 2007-ben Fonogram díjjal jutalmazott az év „Legjobb Dance / Electro Albuma” kategóriában. A csapat januárban meghívást kapott a hollandiai Eurosonic fesztiválra, amin nagy sikert aratott mind a szakma, mind a közönség körében. A hazai megjelenést ismét külföldiek követték, mely már nemcsak a legfrissebb nagylemezre, hanem a budapesti Planetáriumban rögzített lemezbemutató koncertből készült DVD-re, a Planetary Voyage-ra is vonatkozik.
2007-ben jelenik meg a Maps For a Voyage második kislemeze az Absolution melyhez a Planetary Voyage DVD-ről kimásolt képanyag szolgált klipként. Ennek sikerét mi sem bizonyítja jobban, hogy az ekkor már hazánkban is sugárzó MTV az év öt legjobb klipjének ítélte és nevezte a 2007-es MTV Music Awardson.
2008 januárjában adták ki a Maps For a Voyage záró kislemezét a Spellbound című dalhoz, amihez a csapat ismét rendhagyó videóklipet készített. Ennek sikere folytán több európai kiadó érdeklődött a zenekar iránt. Az év jelentős részében itthoni és külföldi meghívásoknak tettek eleget, valamint az új, szám szerint az ötödik stúdióalbum elkészítésének munkálataival foglalkoztak. A 2009 év stúdiózással és koncertezéssel telt a zenekar számára.

### 2010 után
2010-ben megjelentették az új album beharangozó kislemezét Serial Killer címmel, melyhez videóklipet is forgattak. A dalt óriási siker fogadta, nemsokára megjelentették új középlemezüket, a Six Pixels EP-t, amely pár hónap alatt aranylemez lett.
2011-ben a Six Pixels dalait kiegészítve megjelent a The Picture című teljes LP, valamint az erről kimásolt Hiii Train maxi single CD. 2011 nyarán az MR2 magas rotációban játssza az album egyik legpoposabb dalát, a Change-et.
2012-ben megjelent a The Picture-ről kimásolt Change és We’re All Heroes maxi single, melyre több neves remixer készített remixet. 2012 nyarán a We’re All Heroes című dalra rendhagyó klipet forgattak egy nemzetközi iskolában: gyerekek játsszák a zenekart, a zenekar tagjai pedig tanárokat alakítanak.
2014 és 2016 között több videóklippel is jelentkezett a zenekar. Az All The Love a Dachstein gleccsernél, a Darklighter pedig többek között Rodoszon forgott.[forrás?]
2017-ben a duóvá vált együttes megjelentette Blue Abyss című dalát, mely a globális felmelegedésről szól, 2018-ban készült videóklipje a Vörös-tenger mélyén készült.

## A megújult NEO
2018 nyarán Milkovics Mátyás (alapító, zeneszerző, producer) mellé új énekesnő csatlakozott Izsó Bogi személyében, ezzel új perspektívát nyitva a zenekar életében.
Az új felállás első közös gyümölcse a Neon Love című dal, amit Magyarország legnépszerűbb YouTube csatornájával, a több mint 1 millió feliratkozóval rendelkező Videómániával (Dancsó Péter) együttműködve készült.
A dalra jellemző, 80-as évek hangulatát idéző synthwave műfaj nem először fordul elő a NEO történetében. A zenekar a megalapítás óta többször is írt már dalt ebben a stílusban, ami nem meglepő, hiszen ez Milkovics egyik kedvenc zenei korszaka, és nem mellékesen ilyenkor vetheti be igazán  vintage analóg szintetizátor-arzenálját.
Az új NEO dalokban keverednek a mai elektronikus underground, synthwave, dream pop, future bass és a modern U.S. pop elemei, melyek egyedi és izgalmas NEO-s hangzásvilágot teremtenek.
Az új album beharangozó dala az elektropopos Resonate, ami az emberek közti rezgések fontosságáról, a jövőépítés szempontjából elengedhetetlen szinkronizációról,  valamint egymásra hangolódásról szól.
Később Highway Dreamers címmel megjelent a kibővített, teljes szám a "Dancshow feat. neo - Neon Love" című dal outrojából egy lyrics videoklip formájában.
Az electropop duó legfrissebb megjelenése a Breeze Blood, mely egy modernkori “western” vízióra invitál. A dal a múlt hibáin továbblépő ember és a természet együttműködésének egyfajta metaforája. A zenében keveredik a repetitív, törzsi ritmusú, TR 808-as elektro dobgroove, a közé fonódó, lüktető analóg Moog basszus, a kihalt vidékek titokzatos neszeit szintetizáló egzotikus hangok, valamint az egészet körbeölelő nagyzenekari vonós és Melodica kíséret.
2021-ben pedig a duo egy teljes filmzene EP-t  írt a Local Group című asztro-filmnek.
2022. június 27-én elhunyt Kőváry Péter a zenekar egykori gitárosa.
2023. augusztus 25-én a Kontroll film 20 éves évfordulója alkalmából egyedi koncertet szerveztek a Nagyvárad téri M3 metró állomásán, ahol az egész albumot előadták.

## Diszkográfia
| - The Pink Panther Theme (Maxi Single) 1998 1. The Pink Panther Theme (Radio Version) 2. The Pinkbeat 3. The Pink Panther Theme (Steve Lyon Mix) 4. The Pink Panther Theme (New Rockers Remix) - Eklektogram (LP) 1999 1. Persuaders 2. Ranbo 13 3. 1999 4. Japan No1 5. The Pinkbeat 6. In Her Beauteous Garden 7. It Takes No Weed 8. Sly Sheep United 9. The Pink Panther Theme 10. Budapest Underground (Cinemix) - Persuaders (Maxi Single) 1999 1. Persuaders (Radio Edit) 2. Persuaders (D6 Mix) 3. Budapest Underground (Cinemix) - Aiiaiiiyo (Maxi Single) 2000 1. Aiiaiiiyo (Radio Edit) 2. Aiiaiiiyo (Level2 Mix) 3. Aiiaiiiyo (Punisher Mix) - Lo-Tech Man, Hi-Tech World (LP) 2002 1. Pointless Lowlands 2. Explode Your World 3. Clear and Clean 4. C’mon It’s Time 5. Lo-Tech Man, Hi-Tech World 6. 2&3 7. A Freeze Frame of Mind 8. Diskhead 9. Come Down 10. Renard 11. Everybody Come On 12. Rise - Diskhead (Maxi Single) 2002 1. Diskhead (Radio Edit) 2. Diskhead (Laserbaron’s Timetunnel Mix) 3. Diskhead (Ultimate Error) 4. Diskhead (Anorganik Rework) - Everybody Come On (Maxi Single) 2003 1. Everybody Come On (Radio Cut) 2. Everybody Come On (Lastminute Starriders) 3. C’mon It’s Time (Live Remix) 4. Everybody Come On (Anorganik Dirty Break Mix) 5. Everybody Come On (Video) - Kontroll (EP - magyar kiadás) 2003 1. Metró 2. Ébredés 3. Üldözés 4. Közjáték 5. Kontroll 6. Régi Ismerős 7. Peron 8. Sínfutás 9. Barangolás 10. Szerelem téma 11. Gyalogkakukk (It’s Over Now) 12. Őrangyal | - Controll (LP - külföldi bővített kiadás) 2004 1. Metro 2. Awakening 3. Manhunt 4. THC 5. Interlude 6. Control 7. A Familiar Face 8. Platform 9. Railrun 10. Wanderson (Instrumental) 11. Love Theme 12. It’s Over Now 12. Guardian Angel + Bonus Tracks 13. Control (Full Vocal Version) 14. Wanderson (Vocal Version) 15. Nutman - Control (Maxi Single) 2004 1. Control (Radio Version) 2. Control (Full Vocal Version) 3. Wanderson (Vocal Version) 4. Control (Video) - It’s Over Now (Maxi Single) 2004 1. It’s Over Now (Radio Version) 2. It’s Over Now (Sobway Freak Mix) 3. Nutman 4. It’s Over Now (Video) - Kontroll/It’s Over Now (Maxi Single) 2004 1. Kontroll (Radio Version) 2. It’s Over Now (Radio Version) 3. Kontroll (Full Vocal Version) 4. It’s Over Now (Subway Freak Mix) 5. Wanderson 6. Kontroll (Video) 7. It’s Over Now (Video) - Maps for a Voyage (LP) 2006 1. A World More Real 2. Scorn Me 3. Spellbound 4. Record Straight 5. Endless Rocks 6. Absolution 7. Red Button 8. Showdown on Hell Street 9. Nutman 10. Gimmemo 11. Bake It & Break It! 12. Over Space and Time Again 13. Teeth of Gold and Silver 14. IO - Record Straight (Maxi Single) 2006 1. Record Straight (Original Version) 2. Record Straight (Metropolis Mix) 3. Record Straight (Secta Chameleon Mix) 4. Record Straight (Fine Cut Bodies Mix) 5. Supermodel Planet (Live at Palace of Arts) 6. Record Straight (Video) - Absolution (Maxi Single) 2007 1. Absolution (Original Version) 2. Absolution (AlphaGemini Mix) 3. Absolution (Karmatronic Remix) 4. Absolution (Beatman and Ludmilla Remix) 5. Floating Forever 6. Absolution (Video) | - Spellbound (Maxi Single) 2008 1. Spellbound (Original Version) 2. Spellbound (AuraBorealis Mix) 3. Spellbound (Karányi+Potif rmx) 4. Spellbound (The F Fries Mix) 5. Spellbound (AuraBorealis Extended Version) 6. Mindhorizon 7. Spellbound (Video) - Six Pixels (EP) 2010 1. Serial Killer 2. Wherever You Go 3. Phoenix Lane 4. Conflict 5. You Won’t Beat Me 6. Hiii Train - Serial Killer (Maxi Single) 2010 1. Serial Killer (Original Version) 2. Serial Killer (Black Tape Mix) 3. Serial Killer (Headshotboyz rmx) 4. Serial Killer (Slap In The Bass rmx) 5. Serial Killer (Tits & Clits rmx) 6. Serial Killer (TMX rmx) 7. Phoenix Lane 8. Serial Killer (Video) - The Picture (LP) 2011 1. Change 2. Phoenix Lane 3. Wherever You Go 4. We’re All Heroes 5. You Won’t Beat Me 6. Miracle 7. Serial Killer 8. Let’s Kill the Week 9. Conflict 10. Hiii Train 11. Entertainer 12. Failure, Teach Me - Hiii Train (Maxi Single) 2011 1. Hiii Train (Original Version) 2. Hiii Train (Kovary and IO rmx) 3. Hiii Train (We Plants Are Happy Plants rmx) 4. Hiii Train (Stereo Killaz rmx) 5. Let’s Kill the Week (Friday Night) 6. Live at The NylonRoom Video - Change (Maxi Single) 2012 1. Change (Original Version) 2. Change (Nobody Moves Remix) 3. Change (Kovary and Stereo Killaz Dubstep Remix) 4. Change (Tits & Clits Remix) 5. Change (Darumarokko Remix) 6. Change (Jackiroqs Remix) 7. Change (Swindelli Remix) 8. Change (Kolumbo Add2Basket Remix) - We’re All Heroes (Maxi Single) 2012 1. We’re All Heroes (Original Version) 2. We’re All Heroes (Video Version) 3. We’re All Heroes (Dj Loose Fit Remix) 4. We’re All Heroes (JumoDaddy Remix) 5. We’re All Heroes (TMX Remix) 6. We’re All Heroes (Relok Remix) 7. We’re All Heroes (Unkarin Remix) 8. We’re All Heroes (John The Valiant Remix) 9. We’re All Heroes (Disco Ballz Remix) 10. We’re All Heroes (X Version) |

## A NEO címszavakban
- 5 nagylemez
- 2 EP
- 15 kislemez
- 1 koncert DVD
- 22 videoklip
- 2 Fonogram díj (Év elektronikus zenei és az Év filmzene albuma)
- 1 Aranyzsiráf díj (év videoklipje)
- 1 MTV díj (év videoklipje)
- 1 VIVA (év videoklipje)
- 1 Videoklip Szemle díj
- 2 aranylemez
- 14 nemzetközi nagydíj (Kontroll filmzene)
- Számos remix- és válogatásalbum

## DVD
- "A Planetary Voyage" (2007)